# 世界純素日

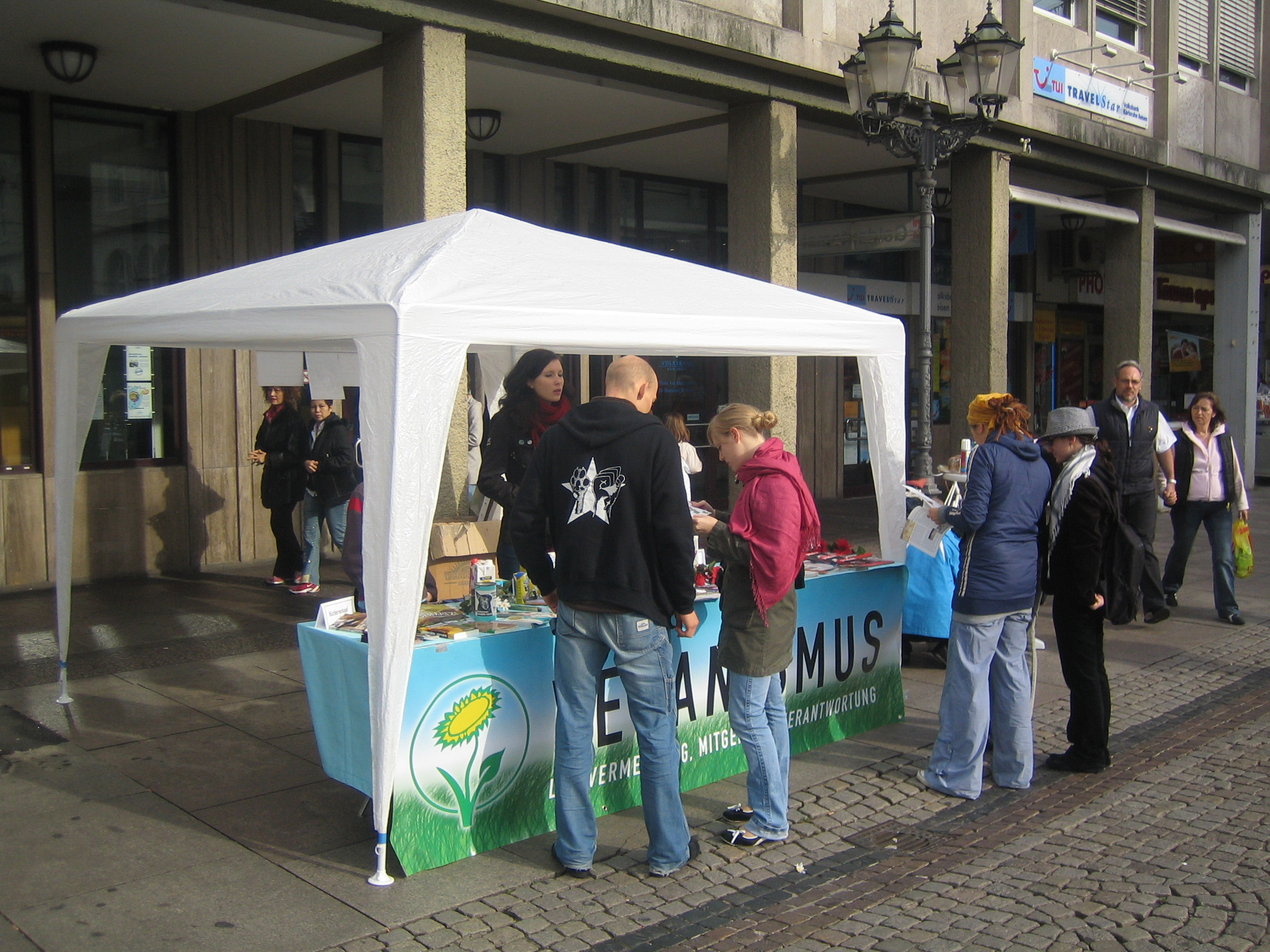
慶祝世界纯素日的活動

世界纯素日是個會在每年的11月1日為全世界的纯素主义者慶祝的活動。這個日子是由英國維根協會的會長兼主席的路易絲·渥利斯在1994年時建立。

## 各地情形

### 墨爾本、澳洲
世界纯素日已經在每年十月的最後一個星期日於墨爾本慶祝了好幾年。這個活動由附屬於Vegetarian Network Victoria的一個委員會所舉辦，並且吸引扁豆與任何東西餐廳、印維塔新鮮食物、 澳洲動物、紅豆獨立出版社、生態吶喊墨爾本分會、澳洲純素食協會、維多利亞動物解放組織(ALV)、墨爾本大學食物合作商店以及其他更多團體前來擺攤。2008年的世界纯素日節在10月26日星期日於亞伯特斯堡女修道院舉辦。

### 阿德雷得、澳洲
阿德雷得每年都會在11月的星期日舉行純素節以慶祝世界纯素日。第一屆的純素節是在2007年的11月4日時舉行的。這個活動之所以能出現是因為許多個別的自願者與各種組織的成員的共同努力。凱斯·華德(Kas Ward)是最主要的活動舉辦人。
在11月於阿德雷得舉辦的M.A.D. FREE Weekend是慶祝世界纯素日的活動之一。第一屆的M.A.D. Free Weekend是在2009年的11月13-15日於布利斯有機咖啡廳所舉行。

## 外部連結
- World Vegan Day Official site （页面存档备份，存于）
- World Vegan Day Australia Official site （页面存档备份，存于）
- UK Homepage for World Vegan Day
- World Vegan Day Germany
- Vegan Festival Adelaide South Australia （页面存档备份，存于）